# Bāb al-Ḥadīd
Bāb al-Ḥadīd (àrab: باب الحديد, Bāb al-Ḥadīd), comercialitzada internacionalment com a Cairo Station, o també The Iron Gate, és una pel·lícula de drama criminal egípcia del 1958 dirigida per Youssef Chahine, escrita per Mohamed Abu Youssef i Abdel Hay Adib, i protagonitzada per Farid Shawqi i Hind Rostom. La trama segueix la perillosa obsessió d'un venedor de diaris amb una venedora de refrescs molt jove enmig d'un assassinat en sèrie a través del Caire.
Presentat a competició al 8è Festival Internacional de Cinema de Berlín, va ser seleccionada com a entrada egípcia per al Millor pel·lícula en llengua estrangera als Premis Oscar de 1958, però no va ser acceptada com a nominada. Des de la dècada de 1970, la pel·lícula ha trobat un renovat interès amb noves generacions d'amants del cinema internacionals i ha estat aclamada com una obra mestra a l'estil del cinema neorealista.

## Argument
El propietari d'un quiosc s'apiada de Qinawi, un jove coix, i li dona feina venent diaris a l'estació de tren del Caire. Totes les dones d'allà el defugien a causa del seu discapacitat lleu, tot i que té pocs problemes per caminar.
Qinawi s'obsessiona amb Hannuma, una bella venedora de begudes fredes. Però està compromesa amb Abu Siri, un recollidor de maletes forçut que intenta organitzar els seus companys de feina en un sindicat per millorar la seva sort. No obstant això, Qinawi la festeja. Quan ella rebutja la seva fantasia d'una llar i nens al seu poble, l'obsessió de Qinawi es converteix en bogeria.
Inspirat per un assassinat no resolt a les notícies, compra un ganivet i planeja matar Hannuma. Quan els policies locals intenten atrapar Hannuma i a les altres dones que venen il·legalment begudes, ella li demana a Qinawi que prengui el seu cubell de beguda incriminant i l'amagui. Intenta atraure-la a un magatzem per recollir-lo, però ella li demana a una amiga que l'agafi.
A la foscor, Qinawi no nota la substitució; apunyala l'altra dona repetidament, després amaga el cos en una caixa de fusta que sosté de manera destacada el vel de Hannuma. Llavors aconsegueix que Abu Siri el posi a bord d'un tren per a les noces imminents de Hannuma. La dona, però, no està morta. pareix, i l'estació és alertada. Els homes que estan perdent per la sindicalització d'Abu Siri al principi intenten incriminar-li l'intent d'assassinat, però la possible víctima identifica el seu veritable agressor. Mentrestant, sense adonar-se de la seva propera escapada de la mort, Hannuma va a buscar la seva galleda. Qinawi la persegueix pel pati de ferrocarrils i l'atrapa, posant-li un ganivet al cap per mantenir a ratlla la multitud. El propietari del quiosc li diu a Qinawi que se li permetrà casar-se amb Hannuma i l'incita a posar-se la roba de casament. Qinawi compleix, després s'adona que s'ha posat una camisa de força. Lluita, però se l'emporten.

## Importància històrica
Bāb al-Ḥadīd fou estrenada el 1958. Amb l'enderrocament de la monarquia egípcia el 1952 (vegeu Cinema d'Egipte), l'abordatge de Chahine de temes com la classe treballadora urbana, la violència de gènere i la repressió sexual és important, ja que demostra la capacitat dels cineastes per superar els límits del cinema egipci, cosa que no podrien fer quan la indústria cinematogràfica es va nacionalitzar el 1966. Mitjançant la barreja de gèneres cinematogràfics (específicament el neorealisme italià i el cinema negre), Bāb al-Ḥadīd retrata de manera vívida la societat egípcia tal com era a la dècada de 1950 i, en fer-ho, ofereix al públic una visió de les ideologies i els valors socials canviants d'Egipte en un món postrevolucionari.

## Repartiment
- Farid Shawqi com Abu Siri (أبو سريع, Abū Sirīʿ)
- Hind Rostom com Hannuma (هنومة, Hanūma)
- Youssef Chahine com Qinawi (قناوي, Qināwī)
- Hassan el Baroudi com Madbouli (مدبولي, Madbūlī)
- Abdel Aziz Khalil com Abu Gaber (أبو قبر, Abū Qabr)
- Naima Wasfy com Hallawatim (حلاوتي, Ḥalāwatī)
- Said Khalil
- Abdel Ghani Nagdi
- Loutfi El Hakim
- Abdel Hamid Bodaoha
- F. El Demerdache
- Said El Araby
- Ahmed Abaza
- Hana Abdel Fattah
- Safia Sarwat

## Recepció crítica
Quan es va estrenar el 1958, Bāb al-Ḥadīd va provocar indignació entre el públic egipci, que esperava «melodrames convencionals i comèdies que van ser elements bàsics de la primera indústria cinematogràfica d'Egipte». Segons la mateixa ressenya, el tractament de la sexualitat suprimida de la pel·lícula i el seu efecte advers sobre la salut mental de Qinawi es destaquen tant per la interpretació de Chahine del seu «antiheroi», com pel context de ficció, relacionat estretament amb els problemes socials i psicològics d'un societat marcada pel masclisme violent o la repressió dels drets dels treballadors. Malgrat la manca d'acceptació inicial de la pel·lícula, una nova generació d'amants del cinema internacional la va descobrir als anys setanta, i el 2020 es va presentar com a part d'una retrospectiva de les pel·lícules de Youssef Chahine a Netflix.
El 2002, Bāb al-Ḥadīd va ser anomenada «el més destacat de la temporada de Chahine al National Film Theatre de Londres», i a l'agregador de ressenyes Rotten Tomatoes va rebre una puntuació global del 100%.